# إدوارد كوري (تنس)
إدوارد كوري (بالإنجليزية: Edward Corrie)‏ مواليد 21 فبراير 1988 في إنجلترا، هو لاعب كرة مضرب بريطاني بدأ مسيرته كمحترف سنة 2005 ويحتل حالياً المرتبة رقم. 239 (22 يونيو 2015) في تصنيف رابطة محترفي كرة المضرب. أعلى تصنيف له في الفردي كان المركز الـ 215 في سنة 2014.

## روابط خارجية
- إدوارد كوري على موقع رابطة محترفي التنس (الإنجليزية)
- إدوارد كوري على موقع الاتحاد الدولي لكرة المضرب (الإنجليزية)
- إدوارد كوري على موقع خلاصة التنس.كوم (الإنجليزية)
- إدوارد كوري على موقع إي إس بي إن.كوم (الإنجليزية)